# Elektriseermachine van Wimshurst

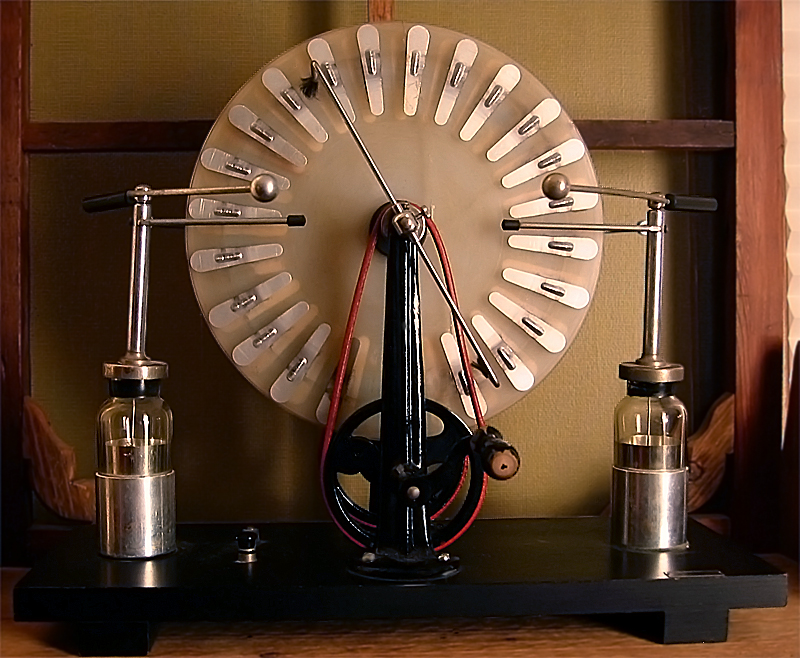
De elektriseermachine van Wimshurst met twee Leidse flessen

De elektriseermachine van Wimshurst is een elektriseermachine voor het opwekken van hoge spanningen die tussen 1880 en 1883 werd ontwikkeld door de Britse uitvinder James Wimshurst (1832-1903). Kenmerkend zijn de twee verticaal gemonteerde en in tegengestelde richting draaiende schijven, twee kruislings geplaatste staven met metalen borstels en een vonkbrug.

## Beschrijving
Deze machines behoren tot het type elektriseermachines die elektrische ladingen genereren via influentie of elektrostatische inductie. Eerdere machines van dit type werden ontwikkeld door onder anderen Wilhelm Holtz (1865 en 1867), August Toepler (1865) en J. Robert Voss (1880). Deze oudere machines waren echter minder efficiënt en toonden het onvoorspelbare gedrag van het ompolen van de polariteit. De machine van Wimshurst had dit gebrek niet. Vanaf 1895 werd de machine gebruikt voor het activeren van röntgenbuizen.
Een model van de elektriseermachine van Wimshurst is te bezichtigen in Teylers Museum in Haarlem.

## Werking
De generator van Wimshurst bestaat uit twee geïsoleerde schijven van glas of eboniet, die bekleed zijn met strips van tin- of zilverfolie. Een strip krijgt lading geïnduceerd door de in tegengestelde richting draaiende strips van de andere schijf. Deze lading wordt afgevangen door metalen kammen en getransporteerd naar de Leidse flessen op de hoeken van de machine. De Leidse flessen verzamelen de lading tot het moment dat de spanning over de vonkbrug zo groot is geworden dat er overslag plaatsvindt en er een vonk overspringt, waarna het proces zich herhaalt. De Leidse flessen zijn twee condensatoren in serie, zodat de totale capaciteit kan worden verdubbeld door een ervan kort te sluiten.
De machine is zelfstartend, wat betekent dat er geen externe lading toegevoegd hoeft te worden om een startlading te creëren. Daarentegen heeft de machine wel mechanische energie nodig om de schijven tegen het elektrisch veld in te laten draaien en het is deze energie die de elektriseermachine omzet in elektrische energie.

## W.F. Hermans
"De elektriseermachine van Wimshurst" is ook een verhaal van Willem Frederik Hermans, gepubliceerd in zijn boek Een wonderkind of een total loss (1967). Het werd in 1977 verfilmd door Erik van Zuylen; de film werd kort na Hermans' dood in 1995 als hommage door de VPRO op televisie uitgezonden. In dit verhaal rept Hermans onder meer over de "massieve solidariteit der dommen" die hij reeds op jeugdige leeftijd ondervond.